# Frinkcoin
Frinkcoin (France) ou Chaîne de bolles (Québec) (Frinkcoin) est un épisode de la série télévisée d'animation Les Simpson. Il s'agit du treizième épisode de la trente-et-unième saison et du 675e de la série.

## Synopsis
Alors qu'Homer et Marge essaient de s'attirer les faveurs de Lisa pour être le sujet de sa rédaction intitulé « La personne la plus intéressante que je connaisse », cette dernière décide de choisir le professeur Frink. Frink étant un éminent scientifique peu renommé, il décide de mettre au point une crypto-monnaie, lui permettant alors de prendre le titre du Springfieldien le plus riche à M. Burns. Cette nouvelle renommée va alors pousser le professeur à savoir qui sont ses vrais amis, tandis que M. Burns tente de son côté de reprendre son titre d'homme le plus riche. Le désespoir de Frink va peut-être devenir favorable dans la quête de Burns...

## Réception
Lors de sa première diffusion, l'épisode a attiré 1,84 million de téléspectateurs.